# Дёсель
Дёсель (нем. Dößel) — бывшая община в Германии, в земле Саксония-Анхальт. С 2008 года входит в состав города Веттин.
Входила в состав района Заале. Подчинялась управлению Залькрайс Норд. Население составляло 360 человек (на 31 декабря 2006 года). Занимает площадь 10,24 км².
Коммуна подразделялась на 3 сельских округа. Расположена примерно в 3 км к северу от центра города Веттин.